# Бребу (Дамбовица)
Бребу (рум. Brebu) насеље је у Румунији у округу Дамбовица у општини Рунку. Oпштина се налази на надморској висини од 705 m.

## Становништво
Према подацима из 2002. године у насељу је живело 669 становника, од којих су сви румунске националности.